# Slide-ringing table
Een slide-ringing table is een instrument waarmee men microscopische preparaten met een rond dekglaasje kan voorzien van een afsluitend laklaagje rondom dat dekglaasje. Hiermee krijgt een preparaat een permanent karakter, omdat het is afgesloten van invloeden van buitenaf.

## Reden van het lakken
Het doel van het lakken van preparaten kan zijn om de duurzaamheid van het preparaat te verhogen. Door het aflakken zit het preparaat immers afgesloten van lucht en vocht. Overigens zijn veel moderne insluitmiddelen inmiddels ongevoelig voor blootstelling aan lucht en vocht, zodat lakken niet meer nodig is om de duurzaamheid te verhogen. 
Een tweede motief om een preparaat te lakken kan puur esthetisch zijn; een goed vervaardigd en afgelakt preparaat is een lust voor het oog. Het ambacht van het aflakken van preparaten kende zijn hoogtepunt in de 19e en vroege 20e eeuw.

## Vierkante en ronde dekglaasjes
Bij het maken van preparaten worden zowel vierkante als ronde dekglaasjes gebruikt. Beide kunnen worden gelakt. Het is echter moeilijk om vierkante dekglaasjes mooi en strak af te lakken. De vier zijden van het dekglaasje moeten met de hand worden gelakt met behulp van een penseel. Dit levert doorgaans geen mooie en strakke lijnen op. Dat is anders bij het gebruik van ronde dekglaasjes. Deze kunnen namelijk met behulp van een slide-ringing table wel mooi en strak worden gelakt. 

## Gebruik van de slide-ringing table
Een slide-ringing table bestaat in feite uit een onderstelletje met daarop een ronde draaitafel gemonteerd. Vergelijk het met een platenspeler of pottenbakkersdraaitafel. Het preparaat met rond dekglaasje wordt op de draaitafel bevestigd en gecentreerd. De draaitafel wordt vervolgens aan het draaien gebracht; doorgaans met de hand, al zijn er ook mensen die een elektrisch aangedreven slide-ringing table hebben gemaakt.
Het penseel, gedoopt in de lak, wordt vervolgens op de overgang tussen het dekglaasje en het voorwerpglaasje gebracht. Doordat het preparaat ronddraait op de draaitafel, ontstaat een mooie en strakke lijn. Ervaren preparaatmakers brengen zelfs uit esthetisch oogpunt meerdere ringen aan met verschillende kleuren lak, zoals een dunne witte lijn op een dikkere zwarte lijn.